# Trinh Xuan Thuan
Trịnh Xuân Thuận (Hanói, Vietnã, 20 de agosto de 1948) é um astrofísico vietnamita-estadunidense.

## Livros de conhecimento geral
- 1993 The Birth of the Universe
- 1994 The Secret Melody
- 2000 Chaos and Harmony
- 2001 The Quantum and the Lotus (com Matthieu Ricard)